# Missioni militari italiane all'estero
Elenco delle missioni militari italiane all'estero dal Regno di Sardegna alla Repubblica Italiana.

## Regno di Sardegna: 1848-1860
- Corpo di spedizione italiano in Crimea (1855-1856)

## Regno d'Italia: 1861-1945
- Nucleo di Ufficiali inviato per supervisionare il cessate-il-fuoco tra forze serbe e bulgare (1885)
- Corpo di spedizione italiano a Creta (1897-1906) Contingente multinazionale con Italia, Gran Bretagna, Russia e Francia dopo scontri a Creta tra cristiani e musulmani[1]
- Nucleo di Ufficiali inviato per supervisionare il cessate-il-fuoco tra le forze greche e ottomane e la rettifica in Tessaglia (1897-1898)
- Corpo di spedizione italiano in Cina (1900-1901)
- Missione marittima nella crisi venezuelana (1902-1903), una flotta anglo-italo-tedesca blocca le coste venezuelane perché gli vengano riconosciuti i debiti esteri
- Corpo di spedizione italiano in Albania (1914-1920)
- Corpo di spedizione italiano in Macedonia (1916-1918)
- Corpo di spedizione italiano in Sinai (1917-1919)
- Corpo di spedizione italiano in Murmania (1918-1919)
- Corpo di spedizione italiano in Estremo Oriente (1918-1920)
- Distaccamento italiano carabinieri di Gerusalemme (1919-1921)
- Corpo di spedizione italiano in Egeo (1919-1923) per presidiare Costantinopoli e i Dardanelli
- Corpo di spedizione italiano in Anatolia (1919-1922), occupazione di Adalia
- Nucleo di Ufficiali Osservatori inviato per controllare il cessate-il-fuoco tra forze regolari lituane e irregolari polacche (1920-1922)
- Corpo di spedizione italiano in Alta Slesia (1920-1922)
- Contingente di truppe italiane inviato per controllare la città e il territorio dello Stato Libero di Fiume (1922-1923)
- Crisi di Corfù, un contingente di truppe italiane occupa dal 31 agosto al 27 settembre 1923 l'isola di Corfù per il massacro della missione Tellini
- Tracia (1925) Controllo "cessate il fuoco" tra forze greche e bulgare
- Corpo di spedizione italiano nella Saar (1934-1935) sotto la Società delle Nazioni, controllo plebiscito che assegnerà la Saar alla Germania
- Cina (1937-1938) corpo di spedizione per il controllo legazioni internazionali a Shanghai a seguito della seconda guerra sino-giapponese

## Repubblica Italiana: 1946-oggi

### Missioni nazionali, Nato, UE, OSCE
| Data inizio | Data Fine | Simbolo | Missione                                                                   | Luogo                          | Note                           |
| ----------- | --------- | ------- | -------------------------------------------------------------------------- | ------------------------------ | ------------------------------ |
| 1947        | 1952      |         | Distaccamento della Guardia di Finanza per controllo economico e fiscale   | Eritrea                        |                                |
| 1951        | 1954      |         | Corpo Militare della Croce Rossa Italiana con ospedale da campo            | Corea del Sud                  |                                |
| 1982        | 1984      |         | Missione Italcon di UNIFIL                                                 | Libano                         | [ 2 ]                          |
| 1983        | 1990      |         | Missione DIATM                                                             | Somalia                        |                                |
| 1991        | 1993      |         | Operazione Pellicano                                                       | Albania                        | [ 3 ]                          |
| 1991        | 1991      |         | ( NATO) Guerra del Golfo                                                   | Iraq                           |                                |
| 1994        | 1994      |         | Operazione Ippocampo                                                       | Ruanda                         | [ 4 ] [ 5 ] [ 6 ] [ 7 ]        |
| 1995        | 2004      |         | ( NATO) - Missione SFOR/MSU                                                | Bosnia ed Erzegovina           | Multinational Specialized Unit |
| 1997        | 1997      |         | Operazione Alba                                                            | Albania                        | [ 9 ]                          |
| 1998        | 1999      |         | ( NATO) - Joint Guarantor                                                  | Macedonia del Nord             | [ 10 ]                         |
| 1999        | 1999      |         | ( NATO) - AFOR/MSU                                                         | Albania                        | Multinational Specialized Unit |
| 1999        | in corso  |         | ( NATO) - Missione KFOR                                                    | Kosovo                         |                                |
| 2001        | 2003      |         | Operazione Amber Fox e Allied Harmony                                      | Macedonia del Nord             | [ 7 ] [ 12 ]                   |
| 2001        | 2014      |         | Missione ISAF                                                              | Afghanistan                    | [ 13 ]                         |
| 2003        | 2006      |         | Operazione Antica Babilonia                                                | Iraq                           | [ 14 ]                         |
| 2003        | 2003      |         | Operazione Enduring Freedom - Nibbio                                       | Afghanistan                    | [ 15 ]                         |
| 2004        | 2011      |         | NATO Training Mission - Iraq                                               | Iraq                           | [ 16 ]                         |
| 2004        | in corso  |         | Operazione Althea                                                          | Bosnia ed Erzegovina           | [ 17 ]                         |
| 2005        | 2005      |         | Operazione Indus                                                           | Pakistan                       | [ 18 ]                         |
| 2006        | in corso  |         | Operazione Leonte                                                          | Libano                         |                                |
| 2007        | 2009      |         | EUFOR Nicole                                                               | Ciad; Repubblica Centrafricana | [ 19 ]                         |
| 2008        | 2011      |         | European Union Monitor Mission (EUMM)                                      | Georgia                        | [ 20 ]                         |
| 2010        | 2010      |         | Operazione White Crane                                                     | Haiti                          | [ 21 ]                         |
| 2010        | in corso  |         | European Union Training Mission                                            | Somalia                        | [ 22 ]                         |
| 2012        | 2023      |         | MIADIT                                                                     | Palestina                      |                                |
| 2013        | in corso  |         | MIADIT                                                                     | Gibuti; Somalia                |                                |
| 2011        | 2011      |         | Operazione Odyssey Dawn                                                    | Libia                          |                                |
| 2013        | in corso  |         | European Union Training Mission MALI                                       | Mali                           | [ 23 ]                         |
| 2014        | in corso  |         | Operazione Prima Parthica                                                  | Iraq                           | [ 24 ]                         |
| 2014        | 2015      |         | EUFOR RCA                                                                  | Repubblica Centrafricana       | [ 25 ]                         |
| 2014        | 2015      |         | EMOCHM Equipa Militar de Observacao da Cessacao das Hostilidades Militares | Mozambico                      | [ 26 ]                         |
| 2015        | 2021      |         | Missione Sostegno Risoluto                                                 | Afghanistan                    | [ 27 ]                         |
| 2015        | in corso  |         | MIBIL Missione militare bilaterale italiana in Libano                      | Libano                         | [ 28 ]                         |
| 2016        | 2017      |         | Operazione Ippocrate                                                       | Libia                          | [ 29 ]                         |
| 2017        | in corso  |         | Operazione Baltic Guardian                                                 | Lettonia                       | [ 30 ]                         |
| 2018        | in corso  |         | MIASIT Missione bilaterale di assistenza e supporto in Libia               | Libia                          | [ 31 ]                         |
| 2018        | in corso  |         | MISIN Missione militare bilaterale italiana in Niger                       | Niger                          | [ 32 ]                         |
| 2021        | 2022      |         | Missione Takuba                                                            | Mali                           |                                |
| 2022        | in corso  |         | Operazione "Enhanced Vigilance Activity"                                   | Bulgaria                       | EU Battlegroups                |
| 2023        | in corso  |         | Missione di partenariato militare dell’UE in Niger                         | Niger                          |                                |

### Missioni in ambito ONU
| Data inizio    | Data fine      | Simbolo | Missione                                                                           | Coalizione    | Località                                  | Note                                       |
| -------------- | -------------- | ------- | ---------------------------------------------------------------------------------- | ------------- | ----------------------------------------- | ------------------------------------------ |
| gennaio 1949   | marzo 2015     |         | UNMOGIP United Nations Military Observer Group in India and Pakistan               | Nazioni Unite | India Pakistan                            | [ 34 ]                                     |
| aprile 1950    | luglio 1960    |         | ONU AFIS Amministrazione fiduciaria italiana della Somalia                         | Nazioni Unite | Somalia                                   |                                            |
| giugno 1950    | luglio 1953    |         | Guerra di Corea                                                                    | Nazioni Unite | Corea del Sud                             |                                            |
| gennaio 1958   | marzo 2015     |         | UNTSO U.N. Truce Supervision Organization in Palestine                             | Nazioni Unite | Palestina; Siria; Libano; Israele; Egitto | [ 35 ]                                     |
| 1959           | 1959           |         | UNTSO-OGL                                                                          | Nazioni Unite | Laos                                      |                                            |
| luglio 1960    | giugno 1964    |         | ONUC Operation des N.U. au Congo                                                   | Nazioni Unite | Repubblica Democratica del Congo          |                                            |
| luglio 1963    | settembre 1964 |         | UNYOM U.N. Yemen Observer Mission                                                  | Nazioni Unite | Yemen                                     |                                            |
| marzo 1978     |                |         | UNIFIL U.N. Interim Force in Lebanon                                               | Nazioni Unite | Libano                                    |                                            |
| 26 marzo 1979  |                |         | MFO Multinational Force and Observers in Sinai                                     | Nazioni Unite | Egitto, Sinai                             |                                            |
| agosto 1988    | febbraio 1991  |         | UNIIMOG U.N. Iran/Iraq Military Observer Group                                     | Nazioni Unite | Iran Iraq                                 |                                            |
| gennaio 1989   | giugno 1997    |         | UNAVEM I U.N. Angola Verification Mission I                                        | Nazioni Unite | Angola                                    |                                            |
| marzo 1989     | aprile 1990    |         | UNTAG U.N. Transition Assistance Group in Namibia                                  | Nazioni Unite | Namibia                                   | [ 36 ]                                     |
| marzo 1989     | ottobre 1990   |         | UNOCA United Nations Office for Coordinating Relief in Afghanistan                 | Nazioni Unite | Afghanistan                               | [ 37 ]                                     |
| aprile 1991    | ottobre 2003   |         | UNIKOM U.N. Iraq/Kuwait Observer Mission                                           | Nazioni Unite | Iraq Kuwait                               |                                            |
| maggio 1991    | in corso       |         | MINURSO Mission des N.U. pour le referendum dans le Sahara Occidental              | Nazioni Unite | Sahara Occidentale                        | [ 38 ]                                     |
| maggio 1991    | aprile 1995    |         | ONUSAL Observadores de las N.U. en El Salvador                                     | Nazioni Unite | El Salvador                               |                                            |
| dicembre 1992  | marzo 1994     |         | UNOSOM I, UNITAF - Missione Ibis I UNOSOM II U.N. Operation in Somalia             | Nazioni Unite | Somalia                                   | [ 39 ]                                     |
| marzo 1993     | aprile 1994    |         | ONUMOZ U.N. Operation in Mozambique                                                | Nazioni Unite | Mozambico                                 | [ 40 ]                                     |
| settembre 1994 | maggio 1997    |         | MINUGUA U.N. Verification Mission in Guatemala                                     | Nazioni Unite | Guatemala                                 |                                            |
| dicembre 1995  | luglio 2008    |         | UNMIBH/IPTF U.N. Mission in Bosnia and Herzegovina International Police Task Force | Nazioni Unite | Bosnia ed Erzegovina                      |                                            |
| giugno 1999    |                |         | UNMIK U.N. Interim Administration Mission in Kosovo                                | Nazioni Unite | Kosovo                                    |                                            |
| settembre 1999 | febbraio 2000  |         | UNAMET United Nations Mission in East Timor                                        | Nazioni Unite | Timor Est                                 | [ 41 ]                                     |
| settembre 2000 | luglio 2008    |         | UNMEE U.N. Mission in Ethiopia and Eritrea                                         | Nazioni Unite | Etiopia Eritrea                           |                                            |
| giugno 2005    |                |         | UNFICYP - United Forces In Cyprus                                                  | Nazioni Unite | Cipro                                     | Solo marescialli dell'Arma dei Carabinieri |
| gennaio 2005   | dicembre 2005  |         | UNMIS United Nations Mission In Sudan                                              | Nazioni Unite | Sudan                                     | [ 42 ]                                     |